# Viacamp y Litera
Viacamp y Litera är en kommun i Spanien.   Den ligger i provinsen Provincia de Huesca och regionen Aragonien, i den nordöstra delen av landet, 400 km öster om huvudstaden Madrid. Arean är 108 kvadratkilometer. Viacamp y Litera gränsar till Àger, Os de Balaguer, Sant Esteve de la Sarga, Puente de Montañana, Tolva, Benavarri / Benabarre och Estopiñán del Castillo. 
Terrängen i Viacamp y Litera är huvudsakligen kuperad, men österut är den bergig.